# Proserpinus lucidus
Espèce
Proserpinus lucidus est une espèce d'insectes lépidoptères (papillons) de la famille des Sphingidae, sous-famille des Macroglossinae, de la tribu des Macroglossini et du genre Proserpinus.

## Description
C'est un petit papillon dont l'envergure varie de 22 à 23 mm. Les ailes antérieures sont vertes avec des bandes transversales rose / mauve délimitées en jaune. Les chenilles des dernières phases perdent la corne qui caractérise la plupart des chenilles de sphinx, et au lieu de cela, elles ont un important ocelle. Les chenilles peuvent atteindre 5 cm. 

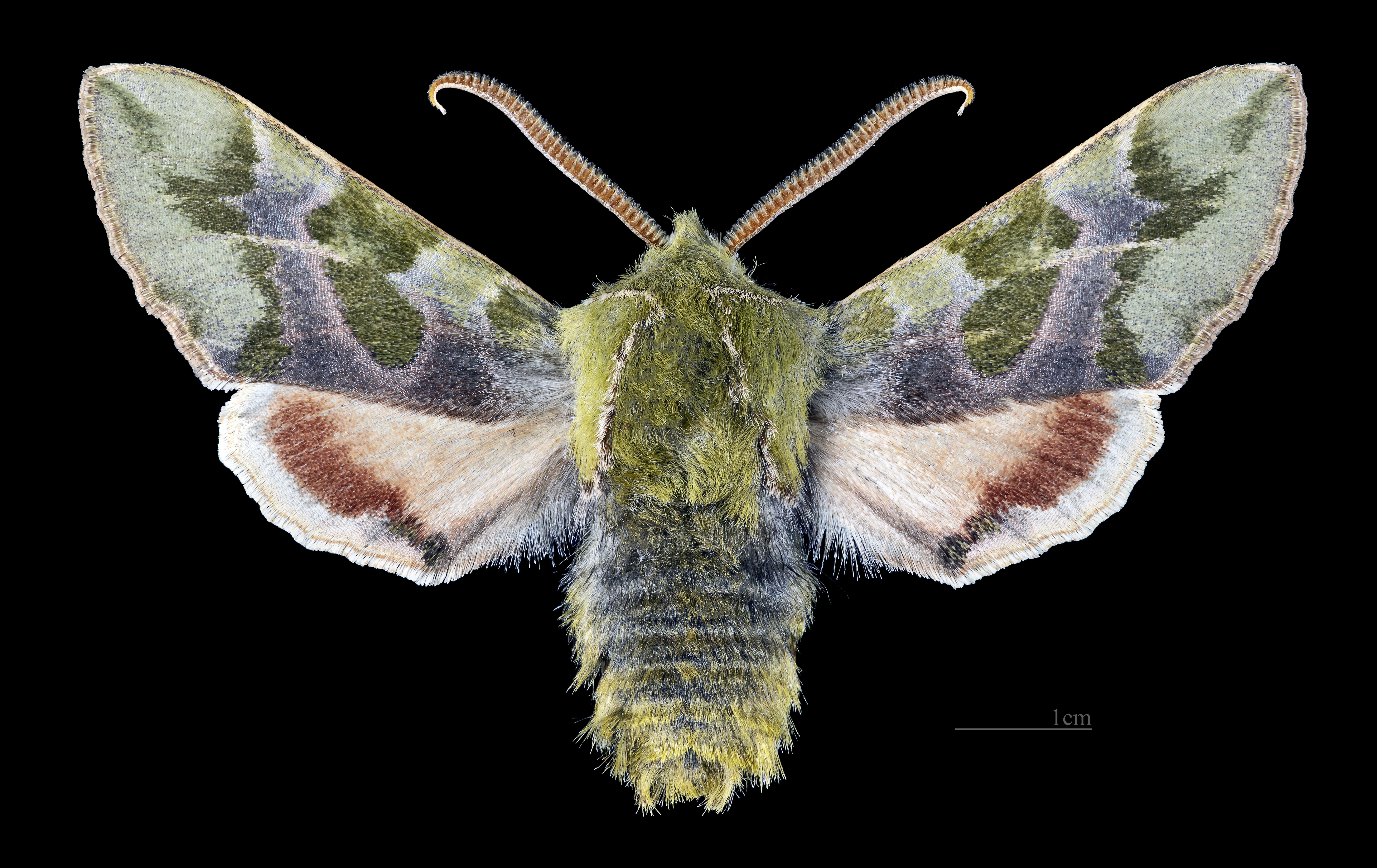
Face dorsale du mâle (coll.MHNT)
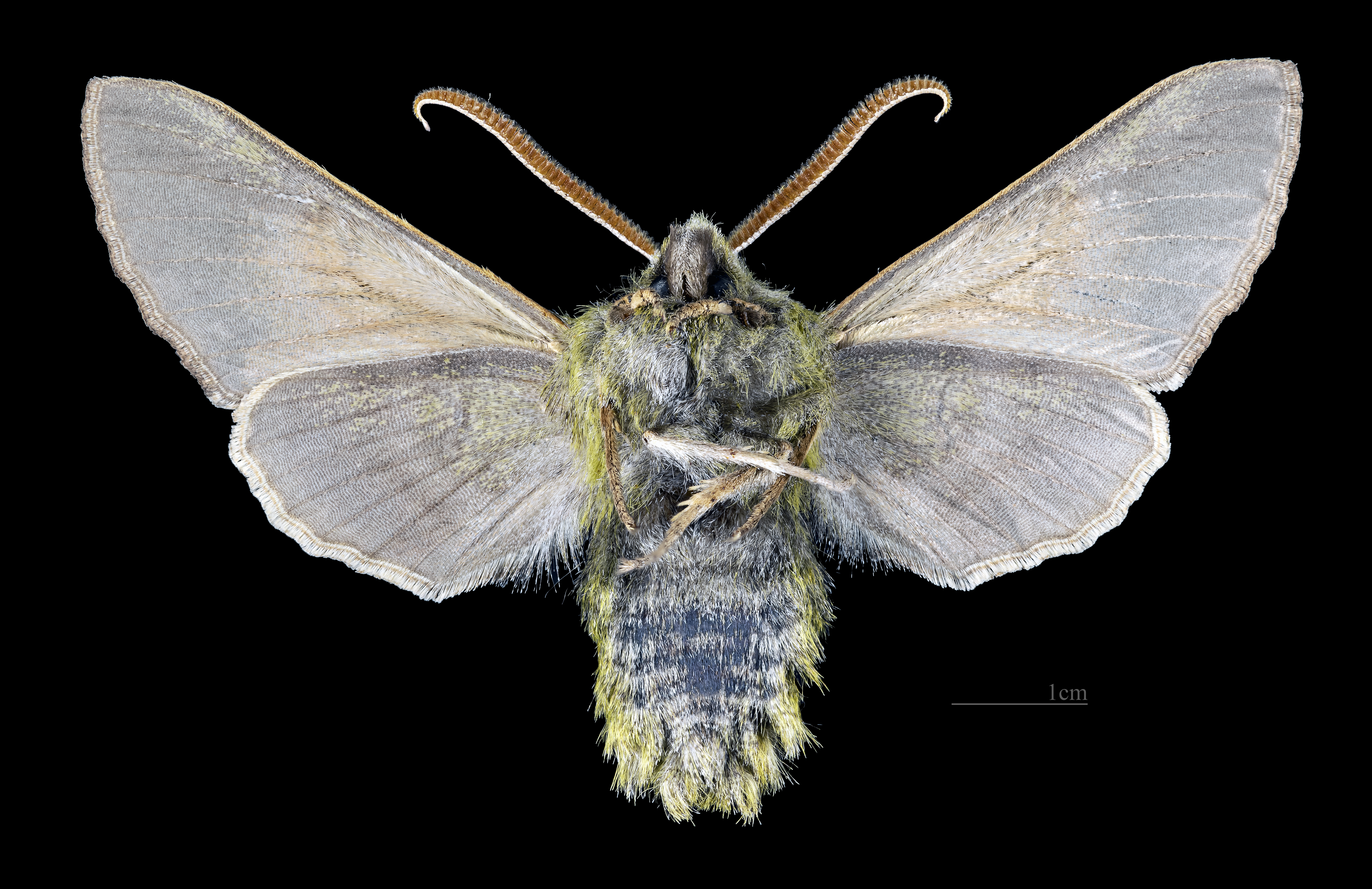
Revers du mâle (coll.MHNT)

## Biologie
Les adultes volent en une génération en hiver, de décembre à avril, durant laquelle ils ne mangent pas. Ils sont attirés par les lumières, mais normalement les femelles restent stationnaires et émettent une phéromone pour attirer les mâles. Les chenilles se nourrissent de Clarkia breweri et Clarkia modesta  et probablement de Clarkia purpurea, Camissonia bistorta et Camissonia strigulosa. 
Les chenilles commencent à se chrysalider quatre à cinq semaines après l'éclosion. Ils se metamorphosent sous la litière de feuilles ou creusent jusqu'à 16,5 cm dans la masse racinaire de leurs plantes hôtes et attendent jusqu'à l'éclosion de l'hiver suivant.

## Distribution et habitat
Distribution
L'espèce vit sur la côte Pacifique des États-Unis dans les états de Washington, Idaho, Oregon, et Californie.
Habitat
L'habitat est constitué de bois de chênes et de conifères.

## Systématique
- L'espèce Proserpinus lucidus a été décrite par l'entomologiste français Jean-Baptiste Alphonse Dechauffour de Boisduval en 1852, sous le nom initial de Arctonotus lucidus[1].
- La localité type est San Francisco en Californie.

### Synonymie
- Arctonotus lucidus Boisduval, 1852 protonyme
- Arctonotus lucidus clarki Barnes & Benjamin, 1923[2]